# Siderúrgica del Mutún
La Empresa Siderúrgica del Mutún (ESM) es una siderúrgica en Bolivia, dedicada a la fabricación y comercialización de productos de acero para la construcción. 

## Historia
El proyecto empezó en 2016, el Gobierno de Bolivia decidió construir una siderúrgica en un contexto de industrialización para tener un valor agregado de los yacimientos de cerro Mutún.
En enero de 2019, empezó la construcción de la siderúrgica, con asistencia técnica de la empresa china Sinosteel y una financiación de Bank of China.  tuvo una interrupción de operaciones debido a la pandemia de COVID-19 y reinicio labores en junio de 2021. La construcción se vio interrumpida en marzo de 2022 debido a un paro de trabajadores. En noviembre de 2023 se instaló el reactor de la planta de reducción directa.
El 24 de febrero de 2025, se inauguró la siderúrgica. Tras una inversión de 546 millones de dólares, se espera que produzca 200 000 toneladas de productos de acero en su primer año de funcionamiento. Con miras a duplicar la capacidad de la siderúrgica en los próximos años.